# 岩松経家
岩松 経家（いわまつ つねいえ）は、鎌倉時代後期から南北朝時代の武将。

## 生涯
上野国新田荘岩松郷の領主。岩松氏は、その祖である岩松時兼が新田義兼の娘と足利義純との間に生まれた子である。それゆえ、新田・足利両氏と系譜上の両属関係にあり、新田一族とされつつも足利氏と深い関係を持っていた。
正慶2年/元弘3年（1333年）5月8日、新田義貞が新田荘にて挙兵するとこれに加わり、鎌倉の戦いに参陣する。この時、義貞の蜂起に先んじて経家の元には足利尊氏から北条高時追討を命じる御内書が届けられており（「正木文書」）、経家を媒介として足利氏と新田氏が鎌倉攻めの事前連携を取っていたことが推察される。元弘3年8月に出された信濃国の布施資平の着到状によれば、経家は鎌倉攻めにおいて「搦手大将軍」とされており、義貞と並ぶ重要な役割を果たしていた（「有賀文書」）。
義貞が上洛した後は袂を分かって鎌倉に留まり、足利方に属した。建武政権では倒幕の恩賞として多くの北条氏所領を与えられ、飛騨国の守護職と諸国散在10か所の地頭職を得た。また、足利直義が成良親王を奉じて鎌倉将軍府を作ると、それを防備する関東廂番の二番頭人を務めた。
建武2年（1335年）7月の中先代の乱において、信濃に潜伏していた北条時行が大軍を率いて鎌倉に攻め上ってきた時、その防衛のため渋川義季と共に武蔵国高麗郡女影原で迎え撃つが、この戦闘で討死した。この戦いで経家を含む兄弟3人が戦死し、遺領は直国が相続した。

## 関連作品
テレビドラマ
- 大河ドラマ『太平記』（1991年 NHK）演：赤塚真人